# Paku Alam (Darmaraja)
Paku Alam is een bestuurslaag in het regentschap Sumedang van de provincie West-Java, Indonesië. Paku Alam telt 1575 inwoners (volkstelling 2010).